# Cancilla rikae
Cancilla rikae is een slakkensoort uit de familie van de Mitridae. De wetenschappelijke naam van de soort is voor het eerst geldig gepubliceerd in 2004 door De Suduiraut.